# Бедер Юсупова
Бедер Ахметовна Юсупова (на башкирски: Бәҙәр Әхмәт ҡыҙы Йосопова) е башкирска съветска актриса, заслужила и народна артистка на Башкирската автономна съветска социалистическа република, заслужила артистка на РСФСР. Тя е сред първите актриси на Башкирския държавен театър в Стерлитамак..

## Биография
Родена е в град Орск, Оренбургска губерния, Руска империя на 21 декември 1901 г. Завършва учителски курс в родния си град през 1915 г.
Започва да преподава в татарската школа в Орск. Следващата година под псевдонима Люси дебютира на сцената на любителския театър при Съюза на младежите в драматическия етюд „Изгубена жена“ (по пиесата на И. Богданов), където изпълнява ролите на Галиябану, Магруфкамал („Галиябану“ и „Празник на село“, М. Файзи), а също така започва да се изявява и с изпълнения на башкирски народни танци и песни..
Между 1919 и 1929 г. е учителка в училища в Башкирската република и работи в отдели на Башкирския народен комисариат по образованието.
От 1926 г. до края на живота си е актриса в трупата на първия башкирски държавен театър. Често играе в театри, появява се в радиото и телевизията с изпълнения на кубаири (жанр в башкирската поезия), башкирски танци и песни..
През Втората световна война участва в концерти на фронта.

## Роли в спектакли
- Галиябану („Галиябану“ на М. Файзи);
- Магруфкамал („Праздник в деревне“ на М. Файзи);
- Амина („Салават“ на В. Муртазин-Имански);
- Елизавета („Карагул“ на Д. Юлтай);
- Танхилу („Ашкадар“ на М. Бурангулов);
- Анна Андреевна („Ревизор“ на Н. В. Гогол);
- Кручинина („Без вины виноватые“ на А. Н. Островски);
- Огудалова („Бесприданница“ на А. Н. Островски);
- Эмилия („Отело“ на Уилям Шекспир);
- лейди Милфорд („Коварство и любов“ на Фридрих Шилер);
- Лушка („Поднятая целина“ на Михаил Шолохов);
- Улмасбика („Хакмар“ на С. Мифтахов);
- Кубра („Кахым-турэ, или 1812 год“ на Б. Бикбай);
- Елена Кошевая („Молодая гвардия“ на Александър Фадеев);
- Масрура („Черноликие“ на Мажит Гафури);
- Сарби („Башмачки“ Хабибула Ибрагимов);
- Шамсинур („Он вернулся“ на Ангам Атнабаев) и др.

## Награди
- Народна артистка на Башкирската АССР (1940)
- Заслужила артистка на РСФСР (1944)
- Заслужила артистка на Башкирской АССР (1935)
- Орден трудово червено знаме (1955)
- Орден „Почетен знак“ (1944)